# Kalevipoeg (fartyg)
Kalevipoeg byggt 1892 på Gävlevarvet O.A Brodin. Fartyget gick i linjetrafik under estnisk flagg mellan Stockholm och Tallinn på 1920- och 30-talet. Trafiken upphörde 1940 sedan Estland införlivats i Sovjetunionen. I Stockholm förtöjde Kalevipoeg vid Skeppsbrokajen. Fartyget uppkallades efter Estlands nationalepos Kalevipoeg. Populärt kallades fartyget Kalle på Väg.